# ダルトン・ラッシング
ダルトン・ウェイン・ラッシング（Dalton Wayne Rushing, 2001年2月21日 - ）は、アメリカ合衆国テネシー州メンフィス出身のプロ野球選手（捕手）。右投左打。MLBのロサンゼルス・ドジャース所属。

## 経歴

### ドジャース時代
2022年のMLBドラフト2巡目（全体40位）でロサンゼルス・ドジャースから指名されプロ入り。契約金は約195万ドル。傘下のルーキー級アリゾナ・コンプレックスリーグ・ドジャースでプロデビューし、すぐにA級ランチョクカモンガ・クエークスへ昇格した。この年は2チーム合計で30試合に出場して打率.404、8本塁打、30打点の成績を記録した。また、レギュラーシーズン終了後にA+級グレートレイクス・ルーンズへ昇格し、プレーオフの試合に出場した。
2024年4月からはAA級タルサ・ドリラーズでプレーし、レギュラーシーズン終了後にAAA級オクラホマシティ・ベースボールクラブへ昇格した。
2025年も開幕をオクラホマシティ・コメッツで迎えたが、同年5月14日、DFAされたベテラン捕手オースティン・バーンズと入れ替わる形でメジャー昇格。翌15日の本拠地ドジャー・スタジアムでのアスレチックス戦に7番・捕手として先発し、MLB初出場。2回裏、先頭打者として巡ってきた初打席では、相手先発のオスバルド・ビドから四球を選び、初出塁。金慧成の右前打で3塁に進むと、続く大谷翔平の右犠飛で生還し、MLB初得点を記録した。3回裏1死無走者で巡ってきた第2打席で、ジェイソン・アレクサンダーからMLB初安打。初日の打撃成績は4打数2安打3得点1打点1四球1三振。守備面でもブルペンデーの3投手をリードし、19-2の大勝に貢献。上々のMLBデビューを飾った。17日には8番・捕手としてクレイトン・カーショー復帰戦の先発マスクをかぶった。6回裏無死1、2塁の第3打席で右翼線への適時二塁打を放ち、初長打も記録した。31日のニューヨーク・ヤンキース戦では、8回裏にパブロ・レイエスからMLB初本塁打に放った。

## 家族
弟のローガン・ラッシングも野球選手（投手）で、現在はメンフィス大学でプレーしている。

## 背番号
- 68（2025年 - ）